# Bocula bifaria
Bocula bifaria là một loài bướm đêm thuộc họ Noctuidae. Nó được tìm thấy ở Philippines, bán đảo Mã Lai, Sumatra và Borneo.